# Celestica
Celestica Inc. ist ein international operierendes Elektrotechnikunternehmen mit Hauptsitz in Toronto, Ontario, Kanada. Das Unternehmen ist an den Börsen New York Stock Exchange und Toronto Stock Exchange gelistet. Celestica verfügt über ein Netzwerk von über 40 Produktionsstandorten in elf Ländern in Süd-, Mittel- und Nordamerika, Europa sowie in Asien. Neben der Produktion verfügt das Unternehmen über ein Servicenetz, das Entwicklung, Design, Ingenieursleistungen, Produktentwicklung und Bau- und Kundendienst-Leistungen anbietet.

## Geschichte
Celestica wurde im Jahre 1994 als Tochterunternehmen gegründet. Der Hauptsitz befand sich im selben Gebäude wie IBMs Toronto Sales and Support Offices, in der sich eine kleine Produktionswerkstatt befand, in der metallene Computergehäuse hergestellt wurden. Eugene Polistuk, ein Absolvent der University of Toronto begann 1969 seine Karriere in dieser Abteilung. Als Ende 1980 das Zeitalter der Mikrocomputer anbrach, stellte der Eugene Polistuk das Produktionsprogramm um und begann mit der Produktion von Speichern, Leiterplatten, und Stromversorgungssystemen, die von verschiedenen IBM genutzt werden konnten. Das 300 Millionen Dollar Investment hat sich gelohnt. IBM begann mehrere Komponenten abzunehmen, so dass die Produktionsfläche mehrmals ausgebaut werden musste, um die Nachfrage decken zu können. Im Jahre 2000 wurde das Unternehmen Bull Electronics Inc. in Lowell, Massachusetts, USA übernommen. Im Jahr 2003 wurde ein neues Werk in Suzhou, eröffnet um die Präsenz in Asien zu erhöhen. 2005 erfolgten weitere Übernahmen von Ramnish Electronics in Indien, Displaytronix und von CoreSim. 2010 erfolgte die Übernahme von AlliedPanels, einem medizinischen Elektronikunternehmen.

## Produkte
Das Unternehmen baut Elektrogeräte für die Märkte der:
- Luft- und Verteidigungstechnik
- Kommunikationslösungen
- Elektronische Produkte für Privatkunden
- Industrielösungen
- Gesundheitstechnik